# 三遊亭圓盛
三遊亭 圓盛（さんゆうてい えんせい）は、落語家の名。
- 三遊亭圓盛 - 後の初代司馬龍生。
- 三遊亭圓盛 - 後の三遊亭ときん。

三遊亭 圓盛（さんゆうてい えんせい、1869年〈明治2年〉1月2日 - 大正前半）は、明治期に活躍した落語家。本名、堀 善太郎（ほり ぜんたろう）。

## 経歴
明治20年代に梅松亭竹寿に入門し、梅の家小竹を名乗る。後に3代目三遊亭圓橘一門に移り、三遊亭七福と改名。明治30年代に2代目三遊亭小圓朝一門に移り、三遊亭圓盛と改名した。その後、大正初めまで活躍した。
落語家としては大成しなかったが、奇人として人気があり、「いかたち」の異名があった。頭が大きくイカの立ち泳ぎに似ていたからだという。師匠から貰ったカンカン帽が大きすぎるので、被ることができないから右手で上に差し上げて持ち、雨が降ろうが晴れようがいつでもこうもり傘をさして外套の一種インバネスコートを羽織り朴歯の下駄を履いて歩いていた。高座では噺のほか、お客からお題をいただいて即興で「大津絵」を拵えるなどの芸を得意とした。
また一席の後の寄席踊り「槍錆」が売りで尻をからげた際時折褌から大きいロセン（男根）をちらつかせるのが特徴であった（槍錆の登場人物「丸橋忠弥」にちなんで「丸出し忠弥」という）。
晩年は戻り前座になった。晩年の圓盛について、6代目圓生は「あくる日になると、はがきを持ってきて見せる。『あたくしンとこへ参りますはがきは、みな圓盛御師匠と書いてございます。』…つまりお師匠さんと言わないと気に入らないんですね。それから『ちょいとお師匠さん』『へえ』『あの羽織をこっちへたたんで…』…いやなお師匠さんがあったもんで。『師匠下駄とってくれ』ってくすぐり…まるであれなんです」というエピソードを残している。
また、5代目古今亭志ん生の最初の師匠として歴史に名を残している。5代目志ん生の落語家としてのキャリアは2代目小圓朝入門から始まるのだが、実は、その前の一時期に三遊亭盛朝の名で入門しているのである。もっとも天狗連（セミプロ）としての入門であるから、正式な落語家としてではない。